# Cyperus javanicus
Cyperus javanicus là loài thực vật có hoa trong họ Cói. Loài này được Houtt. mô tả khoa học đầu tiên năm 1782.

## Hình ảnh

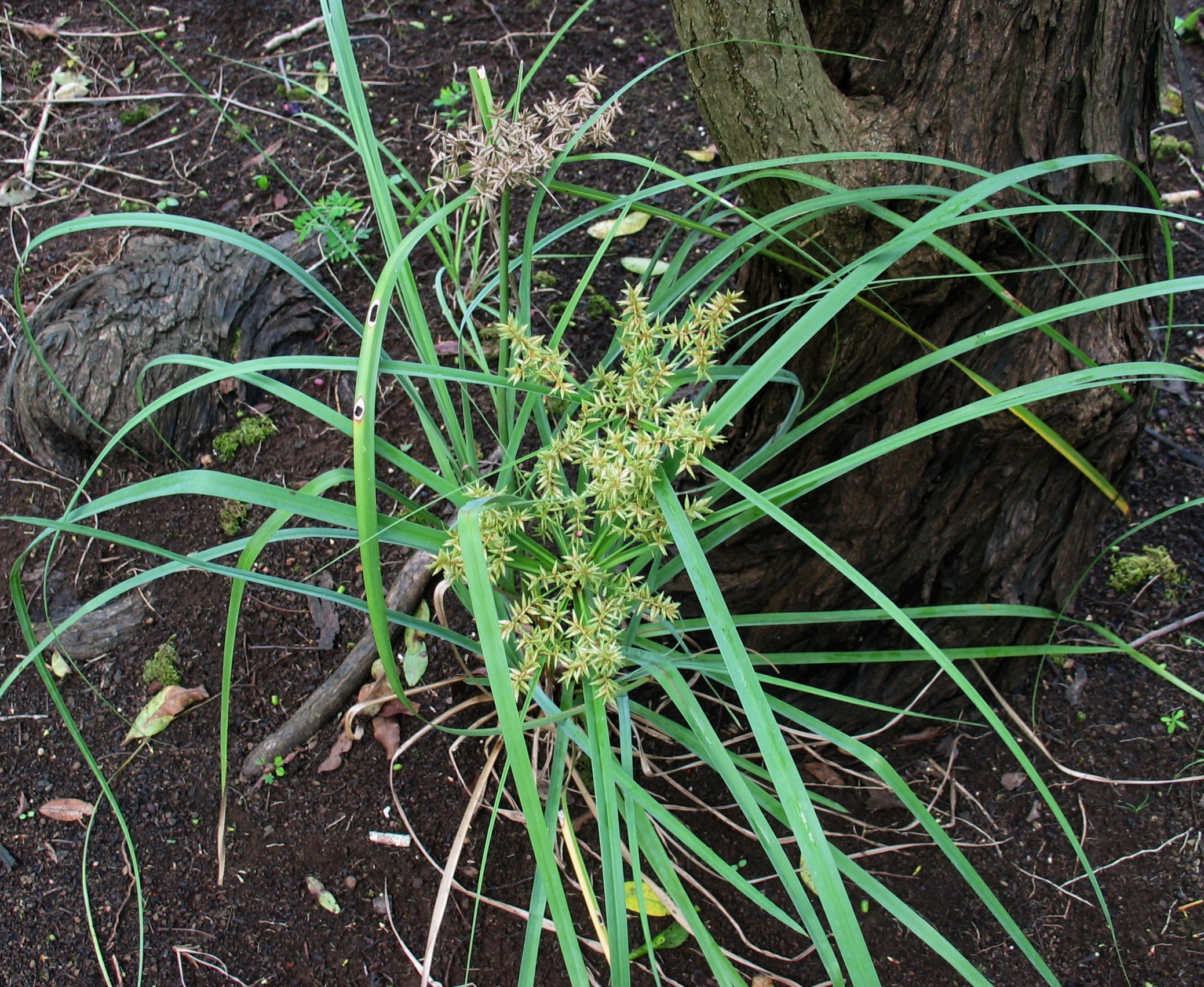
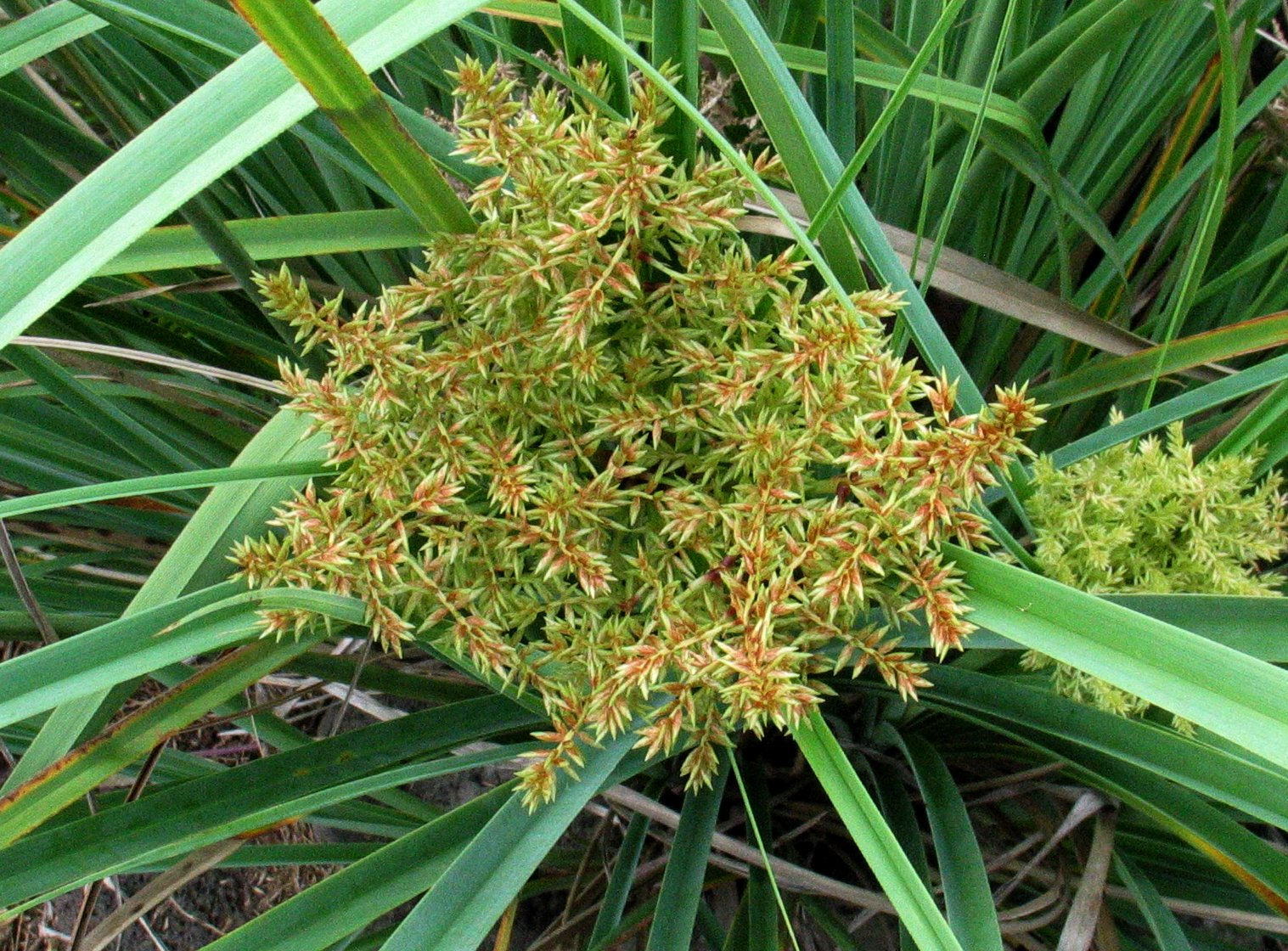
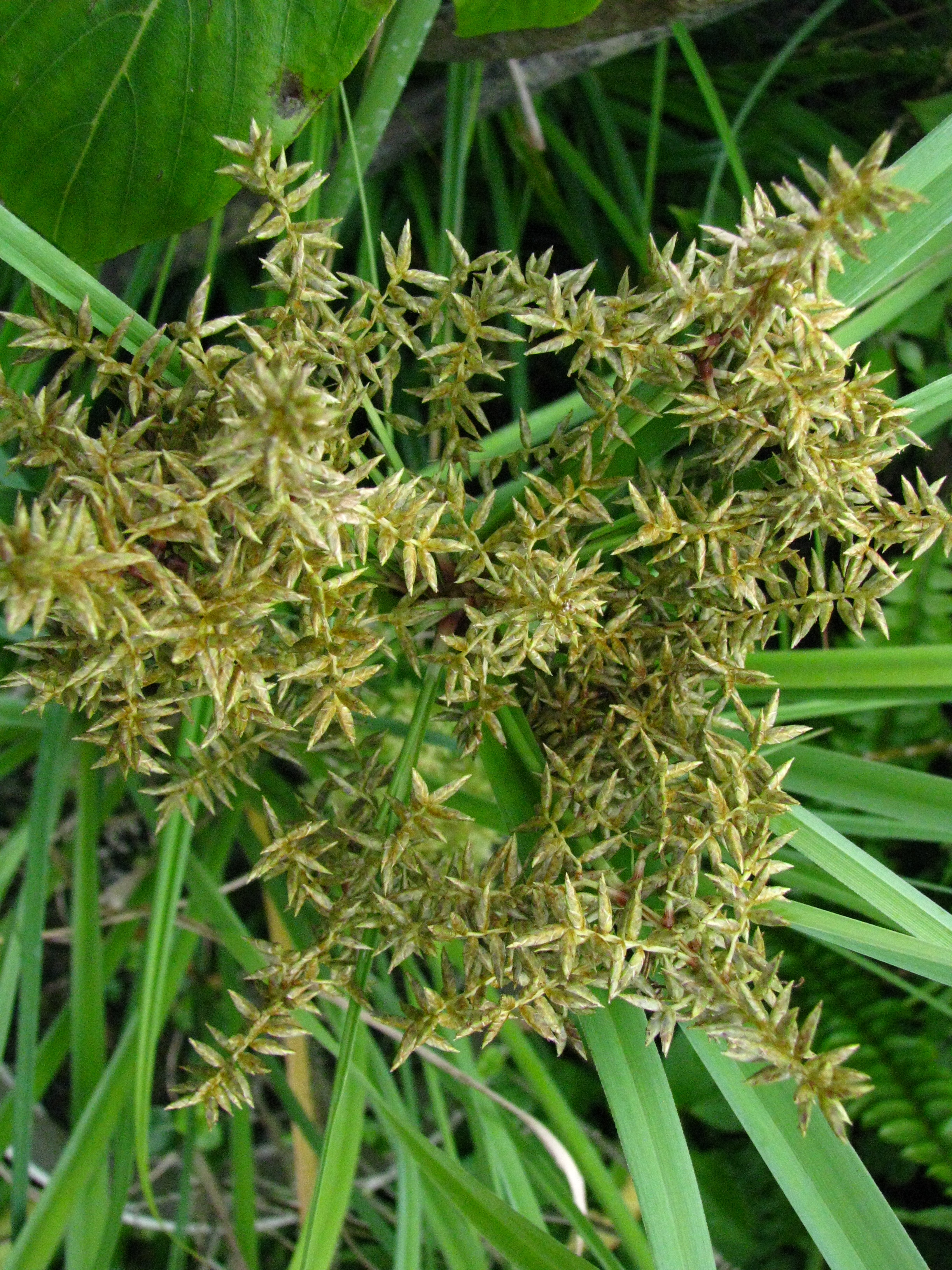
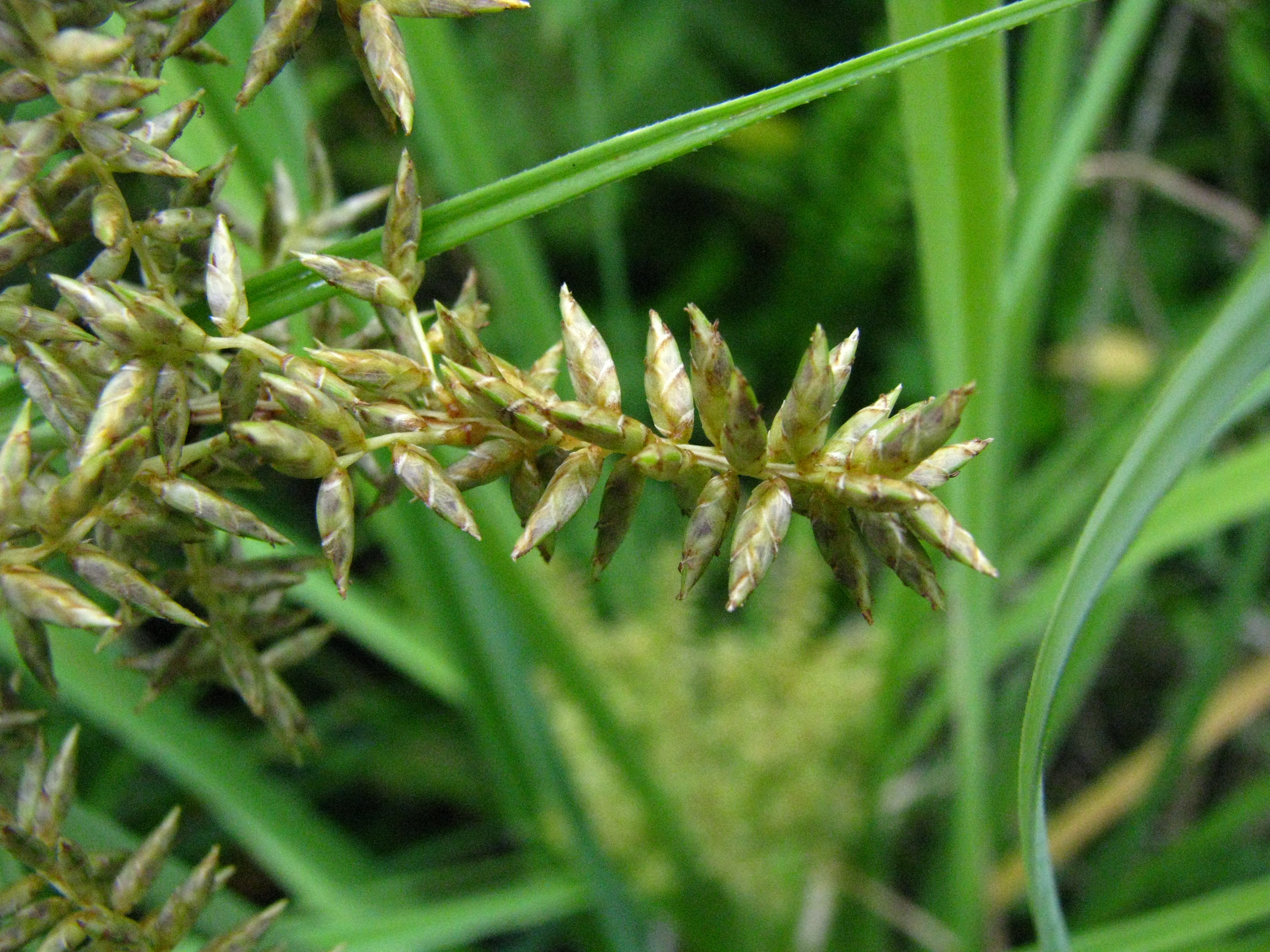